# Can Cortada (Horta)
|  | Per a altres significats, vegeu «Can Cortada (desambiguació)». |

Can Cortada és una masia del barri d'Horta de Barcelona, catalogada com a bé cultural d'interès local.

## Història
Té el seu origen en una vil·la romana de mitjans del segle i dC, les restes de la qual foren trobades el 1987 pel Servei d’Arqueologia de Barcelona Ciutat amb motiu de la construcció de l'accés al túnel de la Rovira (avinguda de l'Estatut).
A principis del segle xi, la documentació esmenta la nissaga dels Horta, que construïren la torre de guaita homònima, de planta circular, datada entre 1055 i 1085. Cap a la segona meitat del segle xv, aquesta construcció va ser radicalment reformada i transformada en residència d'alguns ciutadans honrats barcelonins, caràcter que es mantingué fins ben entrat el segle xvii. La torre va arribar al segle xvi en estat ruïnós, i Honorat Dimas d'Horta la vengué a Jaume Fiella, que el 1505 contractà el mestre de cases Mateu Capdevila per a transformar-la en masia, aprofitant les restes de l'antiga fortificació.
El 1614, la masia fou assaltada pels bandolers i quedà força malmesa, essent adquirida l'any següent per Pere Pau Riba. Cap a la segona meitat del segle xvii, va ser reformada amb la construcció de noves dependències i l'arranjament de les antigues. El 1705, Maria Manuela Riba i Comalada la va cedir a Francesc de Claveria, i el 1711 fou comprada pel coronel austriacista d'origen vigatà Joan Baptista de Cortada i Sallés, període del qual daten els porxos de la façana meridional
El 1786, fou heretada pel seu net Josep d’Oriola i de Cortada (1736-1815) i el 1829 era propietat de Marià d'Oriola-Cortada i d'Ibáñez-Cuevas (1803-1876), futur comte de la Vall de Merlès i alcalde de Vic, que hi tindria la residència habitual. En aquest període es configurà de forma definitiva la masia actual, ja que s'enderrocà part de la torre medieval i s'hi construïren noves dependències al voltant (est i nord).
El 1920, la finca fou comprada per Miquel Puig Martí i la seva esposa Felícia Martisella Ribó. La terra ha estat treballada per una filla d'aquest matrimoni fins fa poc, quan la zona fou urbanitzada. L'any 1994, la masia fou transformada en restaurant.

## Descripció
Es troba en l'extrem nord de la parcel·la delimitada per les avingudes de l'Estatut de Catalunya i de Can Marcet i la Ronda de Dalt. En tractar-se d'un edifici aïllat presenta quatre façanes envoltades de jardins, als quals s'accedeix des de l'avinguda de l'Estatut. De planta quadrangular, comprèn planta baixa, dos pisos i coberta de vessants.
Les façanes, configurades per mitjà de carreuons i pedres de forma irregular (amb algunes franges en opus spicatum) només presenten acabats de pedra tallada en els carreus d'angle i en els muntants, llindes i dovelles de les obertures. Pel que fa la planta baixa, hi destaca el gran portal adovellat que dona accés a l'edifici i les finestres quadrangulars que proporcionen llum i ventilació. Pel que fa al pis principal, el primer, mostra un conjunt variat d'obertures, que van des de les finestres geminades a les finestres coronelles passant per finestres quadrangulars de llinda polilobulada. El segon pis o golfes presenta nombroses finestres de mig punt, configurant autèntiques galeries sota la coberta.
Pel que fa als interiors, a la planta baixa es presenten coberts amb voltes de mig punt al sardinell, mentre que a la planta principal es cobreixen amb forjats de biga de fusta i revoltons i la segona planta deixa a la vista una notable encavallada de fusta. En el subsòl es conserva una molt antiga fresquera excavada directament al terra.
La part que encara resta de la torre de defensa té un diàmetre exterior d'uns 8 m i se'n conserva dins la casa la quarta part del diàmetre, a tota l'alçada del mas, 13,80 m. El gruix del mur és d'uns 2 m, i s'hi pot apreciar la construcció de pedra en opus spicatum.